# Lord of Ultima
A  Lord of Ultima  egy ingyenesen játszható, böngésző alapú, masszívan valós többjátékos játék (MMORTS) az Electronic Artstól. A játék bétáját 2010. április 20-án tették közzé, fejlesztője pedig az EA Phenomic.
A játék egy 2D-s stratégiai játék ami hasónló mint az Evony. Bár a játék ingyenes, mint a legtöbb játékban itt is vásárolhatunk Gyémántot Valós pénzért amelyek növelhetik az esélyeinket a játékban. A gyémántokat két dologra költhetjük, vehetünk "minisztereket" amelyek csökkentik az egységek és épületek költségét vagy vehetünk még úgynevezett "leleteket" amik növelik az épület felépítés gyorsaságát.
A játék a Java nevezetű programot használja, ellentétben a többi játékkal ami az Adobe Flash Playert használja.
A játék 2014 márciusában megszűnt. A szervereit leállították.

## Játék
A Lord of Ultima játékmenete egyszerű, gyűjtsd az anyagokat, építsd fel városodat, fejleszd a hadsereged, majd nyerj csatákat és növeld a presztízsed.
A játékosok egy alapvárossal kezdenek, amely védett a támadások ellen 7 napig. A játékosok úgy rendezhetik a városukat, ahogy szeretnék. A játékos várat építhet, ami lehetővé teszi hogy elfoglaljunk területeket. Gyakori hiba a játékosoknál, hogy rögtön a várat támadják és meg se várják, hogy az ellenfél reagáljon rá.
Több programot is írtak a játékhoz, hogy a játékosoknak minél könnyebb legyen. Ezek pl. a városépítő programok, amik segítik az építést és azt, hogy minél több nyersanyagot nyerjünk ki. A Várostervezés elengedhetetlen ahhoz, hogy felkerüljünk a ranglistára.

## A játék Fogadtatása
A Lord of Ultima nem olyan nagy siker, de ezenfelül a készítők jól jártak.
A GameRankinking játéktesztelők a PC Gamer magazinban 75%-ot adtak a játéknak.
Az MMOHut úgy nyilatkozott hogy nem egy ilyen játékot vártak, mivel ez nem egy eredeti játék, lassú tempóval és sok játékidővel.